# Аверкій Єрапольський
Святий Аверкій (167—193) — єпископ міста Єраполя у Малій Азії. Коли йому було 72 роки, він вирушив у подорож до Рима. Повертаючись до своєї єпископської столиці, Аверкій відвідав Сирію й Месопотамію, де зустрівся з побожними й ревними християнами і скріпив їх у святій вірі. Після повернення додому він жив побожним і чеснотливим життям аж до своєї смерті 193 року.

## Житіє
Святий рівноапостольний Аверкій, єпископ Ієрапольський, чудотворець, прославився в II столітті у Фригії. Місто Єраполь у ті часи населяли в основному язичники. Святитель молився Господу за спасіння їх душ і навернення до Ісуса Христа. З'явився Ангел і  звелів святому Аверкію розтрощити ідолів в язичницькому капищі. З ревнощами виконав святий веління Боже. Почувши, що ідолопоклонники хочуть убити його, святитель прийшов на місце народних зборів і відкрито викрив гріхи язичників. Язичники намагалися схопити святителя. В цей час в натовпі закричали три біснуватих юнаки. Народ прийшов в замішання, святитель же молитвою вигнав з них бісів. Бачачи юнаків здоровими, єрапольці попросили святителя Аверкія навчити їх християнській вірі, а потім прийняли Святе Хрещення. Після цього святитель відправився по сусідніх міст і сіл, зцілюючи хворих та звіщаючи євангеліє про Царство Боже. З проповіддю він обійшов Сирію, Кілікію, Месопотамію, відвідав Рим і всюди навертав до Христа безліч людей. Святитель Аверкій за свої великі труди названий рівноапостольним. Багато років він захищав церкву від єретиків, стверджував християн у вірі, займався місіонерством, зціляв хворих.